# St. Jakob (Rabland)

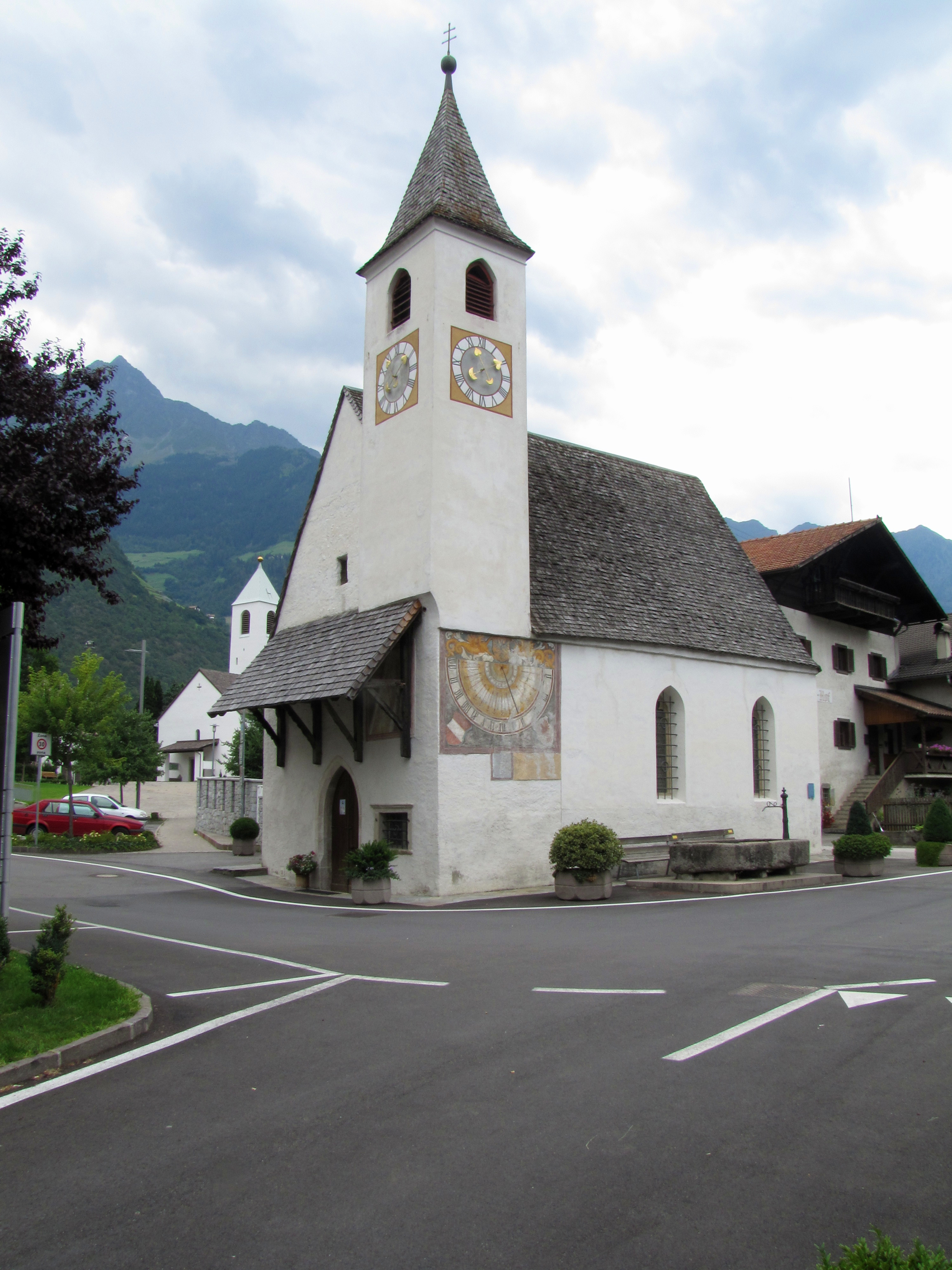
St. Jakob in Rabland

St. Jakob  ist eine spätgotische Kirche in Rabland, einer Fraktion von Partschins in Südtirol. Sie verfügt über ein Spitzbogenportal und einen polygonalen Chorabschluss. Der Turm wurde 1828 aufgesetzt.

## Geschichte
Die Kirche wurde um 1513 von den Brüdern Hans und Gaudenz Guet Maurer, beide Zolleinnehmer in Rabland, gestiftet. Sie finanzierten nicht nur den Kirchenbau, sondern stifteten ihre Höfe und Grundstücke zum weiteren Erhalt und um regelmäßig Almosen an die Bedürftigen auszuteilen.
Die Weihe der Kirche erfolgte 1521. Sie wurde St. Jakob dem Älteren und Margareta von Antiochia geweiht.
Vom einst bestehenden gotischen Flügelaltar, der von Jörg Lederer um 1525 errichtet wurde, ist lediglich die Skulptur der Heiligen Margareta verblieben. An der West- und Südfassade befindet sich je eine Sonnenuhr, beide aus dem Jahr 1598. Der Bau wurde im 18. Jahrhundert entgotisiert, 1891 wieder regotisiert. Der heutige Altar stammt aus dem 18. Jahrhundert, das Altarbild ist wohl von Josef Wengenmayr.
Seit der Renovierung 1978 dient das Kirchlein als Totenkapelle.
1980 wurde die Kirche St. Jakob unter Denkmalschutz gestellt.

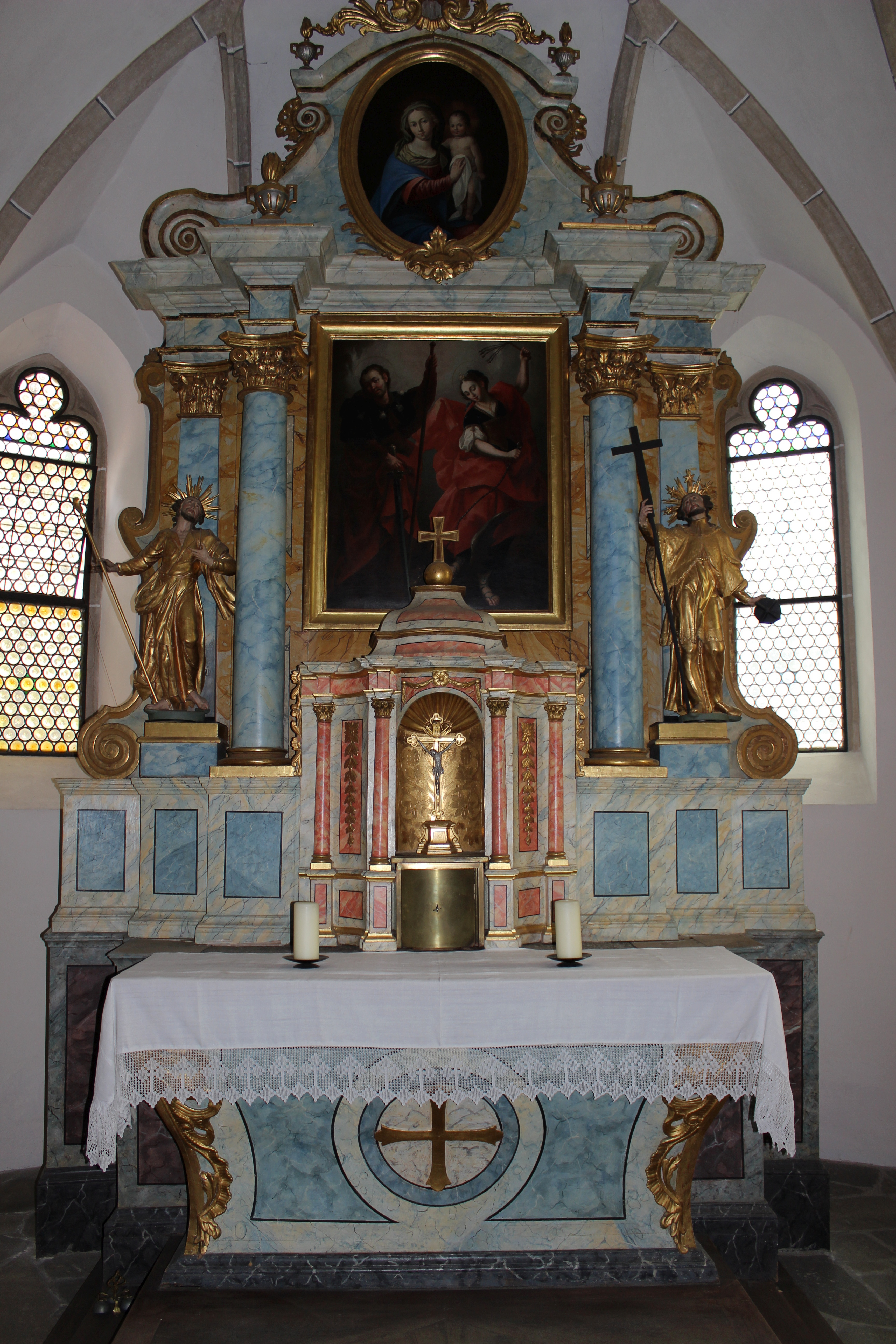
Altar
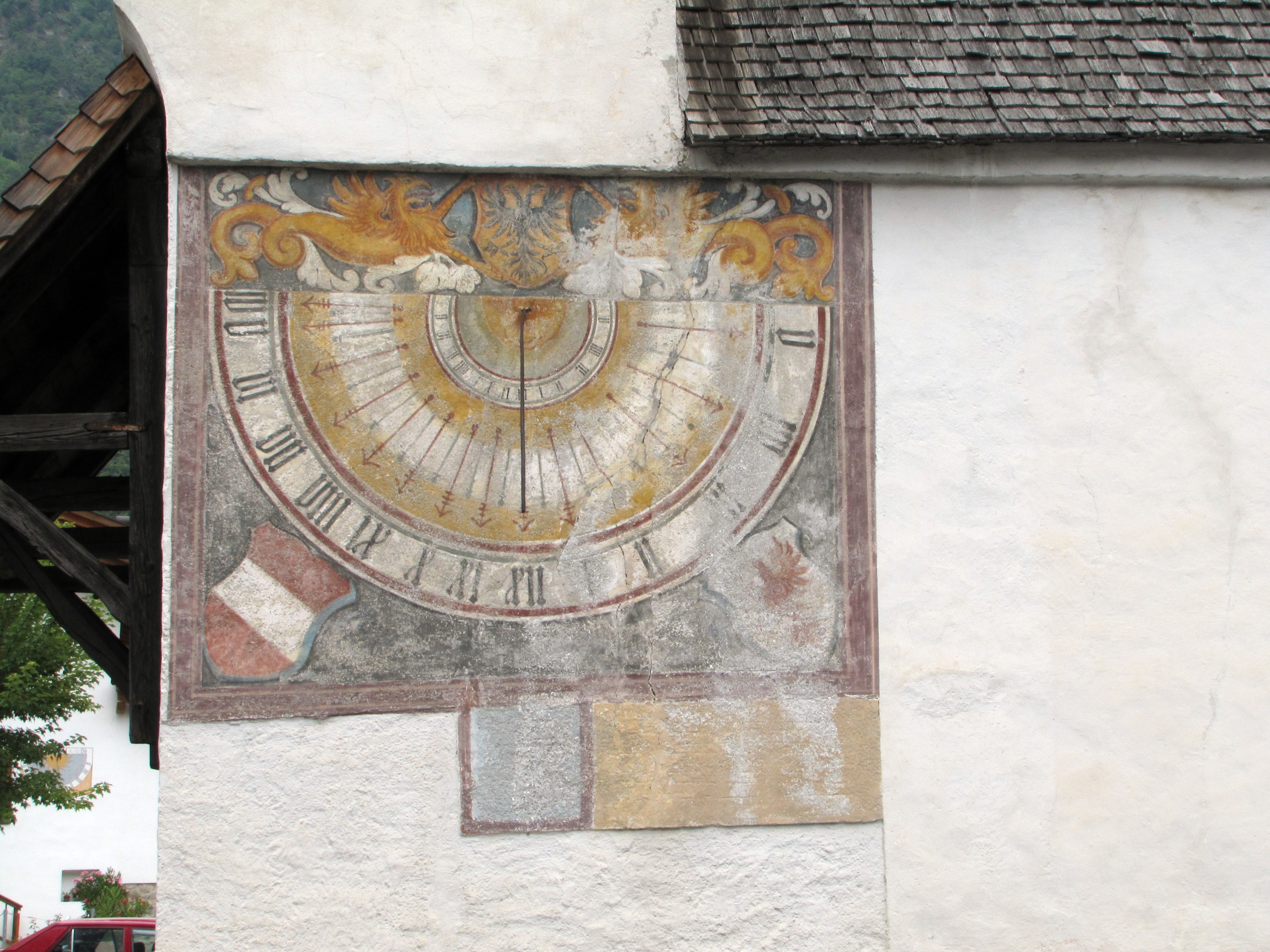
Sonnenuhr an der Südfassade
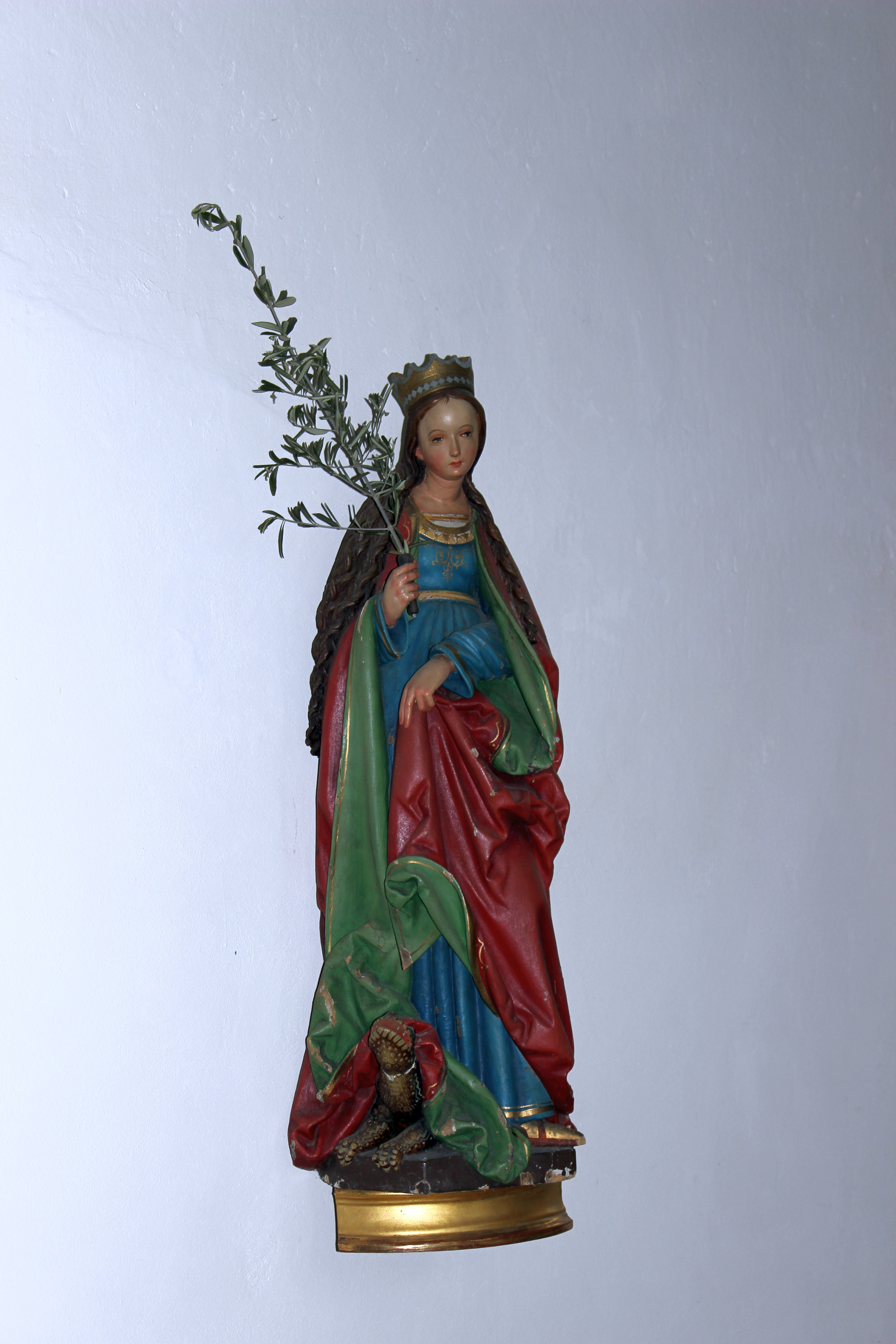
St. Margareta von Jörg Lederer